# Ammoxènids
Els ammoxènids (Ammoxenidae) són una petita família d'aranyes araneomorfes, amb 18 espècies i quatre gèneres. Un nom comú amb el que es coneixen és el de "caçadores de termites" (en anglès, thermite hunters). Fou descrita per primera vegada per Eugène Simon l'any 1893.

## Sistemàtica
Segons el World Spider Catalog de setembre de 2018, existeixen els següents gèneres i espècies.
Ammoxenus Simon, 1893
- Ammoxenus amphalodes Dippenaar & Meyer, 1980 (Sud-àfrica)
- Ammoxenus coccineus Simon, 1893 (Namíbia)
- Ammoxenus daedalus Dippenaar & Meyer, 1980 (Sud-àfrica)
- Ammoxenus kalaharicus Benoit, 1972 (Botswana, Sud-àfrica)
- Ammoxenus pentheri Simon, 1896 (Botswana, Sud-àfrica)
- Ammoxenus psammodromus Simon, 1910 (Àfrica austral)

Austrammo Platnick, 2002
- Austrammo harveyi Platnick, 2002 (Austràlia Occidental, Austràlia Meridional)
- Austrammo hirsti Platnick, 2002 (Austràlia Meridional, Tasmània)
- Austrammo monteithi Platnick, 2002 (Austràlia Oriental)
- Austrammo rossi Platnick, 2002 (Austràlia Occidental, Territori del Nord)

Barrowammo Platnick, 2002
- Barrowammo waldockae Platnick, 2002 (Austràlia Occidental)

Rastellus Platnick & Griffin, 1990
- Rastellus africanus Platnick & Griffin, 1990 (Namíbia, Botswana)
- Rastellus deserticola Haddad, 2003 (Sud-àfrica)
- Rastellus florisbad Platnick & Griffin, 1990 (Àfrica austral)
- Rastellus kariba Platnick & Griffin, 1990 (Zimbàbue)
- Rastellus narubis Platnick & Griffin, 1990 (Namíbia)
- Rastellus sabulosus Platnick & Griffin, 1990 (Namíbia)
- Rastellus struthio Platnick & Griffin, 1990 (Namíbia, Botswana)

Dos gèneres (Ammoxenus, Rastellus) són d'Àfrica, i els altres dos (Austrammo, Barrowammo) d'Austràlia.

### Superfamília Gnaphosoidea
Havien format part dels gnafosoïdeu (Gnaphosoidea), una superfamília formada per set famílies entre les quals cal destacar pel seu nombre d'espècies els gnafòsids (1.975) i els prodidòmids (299).
Les aranyes, tradicionalment, foren classificades en famílies que van ser agrupades en superfamílies. Quan es van aplicar anàlisis més rigorosos, com la cladística, es va fer evident que la major part de les principals agrupacions utilitzades durant el segle XX no eren compatibles amb les noves dades. Actualment, els llistats d'aranyes, com ara el World Spider Catalog, ja ignoren la classificació per sobre del nivell familiar.